# Aubertin
Aubertin település Franciaországban, Pyrénées-Atlantiques megyében. Lakosainak száma 662 fő (2022. január 1.). Aubertin Laroin, Arbus, Artiguelouve, Lacommande, Lasseube, Monein és Saint-Faust községekkel határos.

## Népesség
A település népességének változása:
| Lakosok száma | 654  | 650  | 686  | 656  | 653  | 651  | 649  | 652  | 662  |
|               | 2013 | 2015 | 2016 | 2017 | 2018 | 2019 | 2020 | 2021 | 2022 |